# Productor ejecutivo
Un productor ejecutivo de cine, televisión o nuevos medios, de forma general, supervisa la realización de un producto de entretenimiento: puede influir en la formación de la historia, el guion o contribuir activamente al presupuesto, su recaudación y administración, suele participar a nombre del estudio que produce, y defender los intereses de este. En algunas ocasiones se encuentra en la cima del mando, incluso sobre los productores, y tiene una visión global, se puede comprender como una especie de padrino del proyecto. 
A diferencia de lo que suele ocurrir en las Artes Escénicas y dependiendo de los modos o sistemas de  producción vigentes de cada país, el productor ejecutivo suele ser el segundo al mando de una producción y a las órdenes del productor general, empresario privado o institución pública promotora, quienes le delegan las funciones ejecutivas de diseñar la producción y llevarla adelante en las mejores condiciones.
A nivel práctico las obligaciones de un productor ejecutivo varían entre los medios donde operen y de forma notable entre culturas, países, e incluso, entre empresas del mismo país.

## Cine
En el cine, un productor ejecutivo financia la película o participa en el esfuerzo creativo, pero no trabaja en set, en contraste con el productor. Sus responsabilidades varían desde atraer inversores para la película, hasta trabajos legales, de guion, marketing, asesoramiento o supervisión.

Según el Gremio de Productores de América (PGA):
Un productor ejecutivo supervisa, ya sea por su propia autoridad (productor ejecutivo emprendedor) o sujeto a la autoridad de un empleador (productor ejecutivo empleado), uno o más productores en el desempeño de todas sus funciones como productores, en puntuales o múltiples producciones.

## Televisión
En televisión, se entiende como el elemento unificador de un programa, quien conceptualiza, se encarga de la visión general y de los aspectos financieros, en producción de series se encarga, además, de establecer uniformidad entre los capítulos. Algunos pueden ser representantes de la productora que compra, financia o soporta el producto, algunos escritores también han actuado como productores ejecutivos. En algunos casos los productores ejecutivos participan de las ganancias, mediante un porcentaje acordado.

## Música
En la actualidad, las firmas discográficas distinguen claramente entre el productor ejecutivo y el productor musical; el primero tiene a su cargo las decisiones relacionadas con los negocios y las contrataciones de artistas, mientras que el segundo trabaja directamente con el contenido musical.

## Cine, radio y televisión
- Reúne, contrata y gestiona al equipo humano.
- Coordina la acción de todos los equipos de técnicos: grabación, iluminación, emisión, etc.
- Busca financiación, ya sea por parte de capital privado o instituciones públicas (subvenciones, etc.).
- Organiza las necesidades logísticas con las temporales, a fin de desarrollar un manejo eficiente de la circunstancia tiempo/espacio.
- Controla el correcto desarrollo del plan de trabajo/rodaje establecido, decidiendo cómo han de abordarse los diferentes imprevistos a los que se tenga que hacer frente (mal tiempo que impide rodar/grabar, equipo defectuoso que retrasa la producción, etc.), siendo el que reorganiza el plan de trabajo, o, en su defecto, da su visto bueno a las propuestas que se le presenten.
- Desglosa las necesidades presupuestarias, teniendo potestad para desviar financiación de una partida a otra.

## Propiedad intelectual
En Estados Unidos, la práctica del mercado es que el productor ejecutivo de una obra audiovisual ostente todos los derechos de propiedad intelectual sobre la misma, incluso erigiéndose como autor a través de una relación denominada «work for hire».
En España, de acuerdo con la legislación de 2005, el productor ejecutivo no tiene derechos de autor, aunque sí puede tener derechos de propiedad intelectual sobre las grabaciones realizadas, dependiendo en todo caso de los pactos con los que haya llegado con otros partícipes de la obra.
En Brasil, el productor ejecutivo obtiene la propiedad intelectual sobre los registros obtenidos bajo su gestión, adquiriendo derechos en el producto creado, sin interferir en los derechos de autor del mismo.